# سامر لیک (اورگن)
سامر لیک (به انگلیسی: Summer Lake) یک منطقهٔ مسکونی در ایالات متحده آمریکا است که در شهرستان لیک، اورگن واقع شده است. سامر لیک ۹۰ نفر جمعیت دارد و ۱٬۲۸۹ متر بالاتر از سطح دریا واقع شده است.